# بطولة العالم لسباقات فورمولا 1 موسم 1979
بطولة العالم لسباقات فورمولا 1 موسم 1979 عقدت في سنة 1979 م، وفاز بها جودي شيكتر (بالإنجليزية: Jody Scheckter)‏ من فريق فيراري (بالإنجليزية: Ferrari)‏ بسيارته الفيراري. جودي شيكتر الذي بدأ السباق في الخط رقم 1 حصل على أفضل توقيت في الجولة 0 من السباق في أسرع لفة له. هذا السائق في المجموع حصد 51 نقطة.

## الوصلات الخارجية
- الموقع الرسمي للفورمولا 1